# ال دورادو (ونزوئلا)
ال دورادو (به اسپانیایی: El Dorado) یک منطقه مسکونی در ونزوئلا است که در Sifontes واقع شده‌است.